# 衛聖疇
衛聖疇（？—？），中國清朝武官官員，本籍山西。武舉人出身的衛聖疇於1693年（康熙32年）奉旨接替唐希順，於台灣地區擔任台灣水師協副將。而隸屬台灣鎮之下的此官職是台灣清治時期中的這階段，全台灣的海防軍事層級最高武將，其統帥三營兵力，約數千名水師兵勇。
| 前任： 唐希順 | 台灣水師協副將 1693年上任 | 繼任： 張憲載 |